# Etlingera corrugata
Etlingera corrugata là một loài thực vật có hoa trong họ Gừng. Loài này được A.D.Poulsen & Mood mô tả khoa học đầu tiên năm 1999.